# The Liberal
La revista The Liberal es una publicación trimestral literaria y política «destinada a promover el liberalismo alrededor del mundo». The Liberal fue fundada en 1821 por los poetas románticos Percy Bysshe Shelley, Lord Byron y Leigh Hunt, y fue vuelta a producirse en julio de 2004 ‒ 180 años después de la publicación de su último número ‒ «para rehabilitar el liberalismo romántico y vigorizar su esfera de influencia en el público». 
Los colaboradores en los primeros diez números incluyen a Harold Bloom, Helen Suzman, Christopher Hitchens, Garry Kasparov, Germaine Greer, Ariel Dorfman, Mario Petrucci, Elaine Showalter, Matthew Parris, Martin Rees, Robert Reich, Julia Kristeva, Clive James, Slavoj Žižek y Simon Sebag Montefiore.